# Summertime (chanson de Beyoncé)
Pour les articles homonymes, voir Summertime (homonymie).
Singles de Beyoncé
Me, Myself and I
(2003) Naughty Girl
(2004)
Summertime est une chanson de la chanteuse américaine de R'n'B Beyoncé en featuring avec le rappeur américain P. Diddy.
Le titre est issu de  la bande originale du film The Fighting Temptations (2003) dans lequel Beyoncé Knowles est également actrice.
La version originale de la chanson est sortie comme une face B de Crazy in Love au Royaume-Uni et en Australie, alors qu'elle est publiée comme en format vinyle aux États-Unis.
La chanson est par la suite remixée avec des ajouts vocaux du rappeur Ghostface Killah.